# Deutsches Zentrum für Suchtfragen des Kindes- und Jugendalters
Das Deutsche Zentrum für Suchtfragen des Kindes- und Jugendalters (DZSKJ) ist neben dem SuchtPräventionsZentrum (SPZ) und der Sucht.Hamburg gGmbH eine von drei Hamburger Fachstellen für Suchtprävention. Es gehört zum Universitätsklinikum Hamburg-Eppendorf (UKE).
Im DZSKJ sind die Suchtambulanz für Jugendliche und junge Erwachsene, die Jugend-Suchtstation, die Sucht-Tagesklinik für Jugendliche, eine Nachsorgeambulanz (Ambulanzzentrum Kinder- und Jugendpsychiatrie, -psychotherapie und Familientherapie) sowie das Forschungsinstitut des DZSKJ zusammengeschlossen.

## Aufgaben
Im klinischen Bereich des DZSKJ werden jährlich etwa 1.600 Behandlungsfälle dokumentiert, darunter 1.200 Fälle im Bereich der substanzbezogenen Störungen und 400 Fälle im Zusammenhang mit internetbezogenen Störungen. Die Behandlung erfolgt durch ein interdisziplinäres Team aus Ärzten, Psychologen, Kinder- und Jugendlichenpsychotherapeuten, Pädagogen, Krankenpflegepersonal, Sport-, Musik- und Ergotherapeuten und Lehrern. Der klinische Bereich des DZSKJ unterhält enge Kooperation mit regional niedergelassenen Ärzten (hausärztliche Praxen, Kinder- und Jugendmedizin, Kinder- und Jugendpsychiatrie und -psychotherapie, Innere Medizin u. a.), Sucht-, Drogen- und Familienberatungsstellen, Kliniken für Kinder- und Jugendpsychiatrie, - psychotherapie und -psychosomatik, Kliniken für Kinder- und Jugendmedizin, Jugendämtern und Trägern der Jugendhilfe. Im klinischen Bereich des DZSKJ sind etwa 60 Mitarbeitende unterschiedlicher Berufsgruppen in Anstellung tätig.

## Forschungsschwerpunkte
Im Forschungsinstitut des DZSKJ wurden anfänglich schwerpunktmäßig Vorhaben im Bereich der indizierten Suchtprävention und Qualitätssicherung in der Suchtberatung und -behandlung mit der Zielgruppe Kinder und Jugendliche durchgeführt. Inzwischen umfasst die Forschungsaktivität ein breites Spektrum entwicklungsorientierter Suchtforschung. Die meisten Forschungsprojekte befassen sich mit der Untersuchung der Ursachen und Risikobedingungen von Sucht und abhängigem Verhalten sowie der Entwicklung neuer Methoden in Prävention, Früherkennung und Therapie des Suchtmittelmissbrauchs und der Verhaltenssüchte im Kindes- und Jugendalter.
Bundesweit ist das DZSKJ eng mit anderen Jugend-Suchtschwerpunkten in Kliniken für Kinder- und Jugendpsychiatrie und -psychosomatik vernetzt. In den aus öffentlichen Mitteln geförderten multizentrischen Forschungsprojekten besteht enge Kooperation mit fast allen kinder- und jugendpsychiatrischen und mehreren pädiatrischen Universitätskliniken in Deutschland. International ist das DZSKJ mit Forschungsgruppen im europäischen Ausland sowie in Australien, Israel und den USA durch gemeinsame Forschungsvorhaben und Initiativen im Bereich der Suchthilfe und Suchtprävention vernetzt.
In Deutschland hat das DZSKJ aufgrund der Sicherstellung der gesamten Behandlungskette für Kinder, Jugendliche und junge Erwachsene mit Suchtstörungen (stationäre, teilstationäre, vor- und nachstationäre Behandlung) sowie der universitären Zugehörigkeit mit Aufgaben in Forschung und Lehre ein Alleinstellungsmerkmal. Seit seiner Gründung im Jahr 2006 wurden im DZSKJ insgesamt 140 Forschungsvorhaben durchgeführt. Für deren Umsetzung wurden umfangreiche Drittmittel akquiriert, darunter von BMBF, G-BA Innovationsfonds, BMG, BMFSF, DFG, Generaldirektion Gesundheit und Lebensmittelsicherheit der EU, Generaldirektion Justiz und Verbraucher der EU und weiteren Behörden. Die Freie und Hansestadt Hamburg fördert das DZSKJ seit 2006 mit einer Sockelfinanzierung. Das Tätigkeits- und Forschungsprofil des DZSKJ bildet sich in jährlich etwa 30 Publikationen in internationalen Fachzeitschriften mit Peer Review Verfahren sowie in Buchbeiträgen, Behandlungsmanualen und Vorträgen auf Fachkongressen und Fachtagungen im In- und Ausland ab. Das DZSKJ beteiligt sich federführend an der Entwicklung von Behandlungsleitlinien für Kinder und Jugendliche mit Suchtstörungen (AWMF S-3 Leitlinie Alkoholbezogene Störungen, AWMF S-3 Leitlinie Rauchen und Tabakabhängigkeit, AWMF S-3 Leitlinie Cannabisbezogene Störungen, AWMF S1-Leitlinie Internetnutzungsstörungen). Jährlich wird in mehr als 100 Berichten in Print-, Internet- und TV-Medien über die klinische und wissenschaftliche Tätigkeit des DZSKJ berichtet.
Die Hamburger Fachstellen für Suchtprävention führen jährlich etwa 50 Fort- und Weiterbildungsveranstaltungen im Rahmen des „Basiscurriculum Jugend und Sucht“ für Mitarbeiter in Schule, Jugendhilfe und Suchthilfe durch. Gemeinsam geben sie die „Zeitung für Suchtprävention“ heraus. Die jährlich durchgeführte DZSKJ-Fachtagung wird regelmäßig in Präsenz oder digital von 300 bis 700 Teilnehmenden besucht. Zum Praxistransfer trägt außerdem der DZSKJ-Newsletter bei. Er unterrichtet über neue Forschungsergebnisse und erscheint mit 4 Ausgaben jährlich.

## Geschichte
Den Auftrag zur Gründung des DZSKJ erteilte der Senat Hamburg 2005. Das Forschungsinstitut des DZSKJ ging als Fachstelle für indizierte Suchtprävention 2006 in Betrieb. 2008 wurde die Jugend-Suchtstation in Betrieb genommen. 2012 konnte das Behandlungsangebot durch die bundesweit erste Sucht-Tagesklinik für Jugendliche erweitert werden. Seit 2011 ist dem DZSKJ eine Spezialambulanz des Medizinischen Versorgungszentrums (MVZ) im UKE (Ambulanzzentrum Kinder- und Jugendpsychiatrie, -psychotherapie und Familientherapie) angeschlossen, in der die ambulante Weiterbehandlung der Patienten nach Abschluss der (teil-)stationären Behandlung sichergestellt wird.

## Leitung
Ärztlicher Leiter des DZSKJ ist seit der Gründung Rainer Thomasius.

## Ausgewählte Forschungsprojekte
- CAN Stop: Gruppentraining für Jugendliche und junge Erwachsene im Alter von 14 bis 21 Jahren, die einen problematischen Cannabiskonsum aufweisen und diesen überdenken wollen
- Familien stärken
- Hilfe bei Sucht
- Canabiskonsum in der Adoleszenz
- Problematische Mediennutzung im Kindes- und Jugendalter in der post-pandemischen Phase
- Games - Social Media Streaming - UKE
- Ich bin dann mal weg! – Substanzkonsum als Mittel, die Folgen traumatischer Ereignisse zu bewältigen
- "Trampolin" – Ein modulares Präventionsprogramm für Kinder aus suchtbelasteten Familien
- Medikamentenkonsum und -missbrauch bei Jugendlichen: Aktuelles aus Wissenschaft und Praxis